# Mitología (libro)
Mitología. Todos los mitos griegos, romanos y nórdicos (en inglés Mythology: Timeless Tales of Gods and Heroes) es una obra sobre mitología griega, romana y nórdica escrita por la escritora y helenista estadounidense Edith Hamilton. Publicada en 1942 por Little, Brown and Company, ha sido reeditada desde entonces por varias editoriales, incluida su edición ilustrada del 75.º aniversario.
La obra está compuesta por historias de la mitología griega, romana y nórdica extraídas de una variedad de fuentes. La introducción incluye comentarios sobre los principales poetas clásicos utilizados como fuentes, y sobre cómo las culturas cambiantes han llevado a caracterizaciones cambiantes de las deidades y sus mitos. Se utiliza con frecuencia en las escuelas secundarias y universidades como texto introductorio a la mitología y las creencias antiguas.

## Contenido
El libro contiene una introducción y siete secciones:
1. Dioses griegos del Olimpo y los mitos griegos de la creación.
2. Mitos griegos y romanos que involucran el amor y la aventura, incluidos Eros y Psique y la búsqueda de Jasón del vellocino de oro.
3. Héroes antes de la Guerra de Troya, como Perseo, Teseo, Heracles y Atalanta.
4. La guerra de Troya y sus héroes, incluidos Odiseo, Eneas y Aquiles.
5. Familias importantes en la mitología griega: la casa de Atreo, la casa real de Tebas y la casa real de Atenas.
6. Historias menos conocidas de la mitología griega y romana.
7. Cuentos de mitos nórdicos que involucran a deidades como Odín, Thor y Loki.

La mayoría de las ediciones incluyen dibujos del ilustrador estadounidense Steele Savage.

## Ediciones en castellano
- Mitología. Todos los mitos griegos, romanos y nórdicos. Traducción Carmen Aranda. Ariel. 2021. ISBN 978-84-344-3319-9.
- Mitología. Todos los relatos griegos, latinos y nórdicos. Turner. 2008. ISBN 978-84-7506-817-6.
- La mitología. Grecia, Roma y Norte de Europa. Daimon, Manuel Tamayo. 1984. ISBN 978-84-231-0531-1.

- Datos: Q3290146